# Aloe khamiesensis
Aloe khamiesensis é uma espécie de liliopsida do gênero Aloe, pertencente à família Asphodelaceae.